# Lepthyphantes maculatus
Lepthyphantes maculatus är en spindelart som först beskrevs av Banks 1900.  Lepthyphantes maculatus ingår i släktet Lepthyphantes och familjen täckvävarspindlar. Inga underarter finns listade i Catalogue of Life.